# Тіне Урнаут
Тіне Урнаут (словен. Tine Urnaut; нар. 3 вересня 1988, Словень Градець) — словенський волейболіст, догравальник, капітан збірної Словенії та японського клубу JTEKT Stings.

## Життєпис
Народжений 3 вересня 1988 року в м. Словень Градець.
Грав за клуби «Автокоммерс» (Блед, Autocommerce Bled, 2006—2007, від 2007 ACH Volley Любляна, 2007/08), «Олімпіакос» (Пірей, 2008/09), «CoprAtlantide» (П'яченца, 2009/10), ЗАКСА (Кендзежин-Козьле, 2010/11), «Energy Resources» (Сан-Джустіно, 2011/12), «Тонно Калліпо» (Tonno Callipo, Вібо-Валентія, 2012—2013), «Ар-Райян» (Ar-Rajjan SC, 2013), «Аркас Спор» (Ізмір, 2013/14), «Андреолі» (Латина, 2014/15), «Діатек» (Diatec, Тренто, 2015—2017), «Азимут» (Модена, 2017/19), «Аль-Аглі» (2018), «Шанхай Ґолден Ейдж» (2019/20), «Алліянц» (Мілан, 26.11.2020–2021).
У вирішальному матчі Євро 2021 допустив 5 помилок на прийомі.
У травні 2022 ЗМІ повідомили, що Тіне покинув петербурзький «Зеніт» після завершення дії угоди. Сезон 2022—2023 проведе у складі японського клубу JTEKT Stings[джерело?].

### Досягнення
У збірній
- Віцечемпіон Європи 2015, 2019, 2021.

Клубні
- володар Кубка Топ-команд 2007.

### Відзнаки
- 2016 року отримав приз найбільш перспективного гравця попереднього сезону[5].

### Скандали
Незважаючи на підписаний улітку 2021 року дворічний контракт із польським клубом «Ястшембський Венґель» (про це оголосили 10 червня), Тіне Урнаут попросив керівництво клубу розірвати його за взаємною згодою, щоби продовжити кар'єру в петербурзькому «Зеніті». За словами голови правління клубу Адама Ґороля (Adam Gorol), своїм рішенням гравець поставив «Ястшембський Венґель» у дуже скрутне становище, оскільки мав стати однією з ключових фігур команди, яку очолює тренер Андреа Ґардіні, у сезоні захисту чемпіонського титулу. Однак у ястшембців є принцип працювати тільки з тими, хто ставлять на перше місце благо клубу, тому вони погодилися на перехід гравця до петербурзців.. Чинний чемпіон Польщі отримав грошову компенсацію, Урнаут — вигідніший контракт. Тіне у клубі замінив олімпійський чемпіон 2020 Тревор Клевено.
Під час півфінального матчу Євро-2021 мав конфлікт із капітаном збірної Польщі Міхалом Куб'яком.